# Patrik Lušňák
Patrik Lušňák (* 6. listopadu 1988, Piešťany, Československo) je slovenský lední hokejista.

## Reprezentace
Statistiky reprezentace na Mistrovstvích světa a Olympijských hrách:
| Turnaj             | Místo konání              | Z  | G | A | B | Umístění | Soupisky         |
| ------------------ | ------------------------- | -- | - | - | - | -------- | ---------------- |
| MS 2015            | Česko (Praha, Ostrava)    | 6  | 0 | 1 | 1 | 9. místo | Soupiska MS 2015 |
| MS 2016            | Rusko (Moskva, Petrohrad) | 7  | 1 | 1 | 2 | 9. místo | Soupiska MS 2016 |
| Celkem na MS (2x)  |                           | 13 | 1 | 2 | 3 |          |                  |
| Celkem na ZOH (0x) |                           | 0  | 0 | 0 | 0 |          |                  |

## Kluby podle sezon
- 2003-2004 ŠHK 37 Piešťany, HC Dukla Senica
- 2004-2005 ŠHK 37 Piešťany, HC Dukla Senica
- 2005-2006 ŠHK 37 Piešťany, HK 36 Skalica
- 2006-2007 Sudbury Wolves
- 2007-2008 Sudbury Wolves
- 2008-2009 Sudbury Wolves, HC Havířov Panthers, HC Oceláři Třinec
- 2009-2010 HK 36 Skalica
- 2010-2011 ŠHK 37 Piešťany, HK 36 Skalica
- 2011-2012 HK 36 Skalica
- 2012-2013 Piráti Chomutov, HC Kometa Brno
- 2013-2014 ŠHK 37 Piešťany
- 2014-2015 Junosť Minsk Bělorusko
- 2015-2016 HC Slovan Bratislava